# Aeroportul Barra do Garças
Aeroportul Barra do Garças (IATA: BPG, ICAO: SBBW) este un aeroport din Mato Grosso, Brazilia ce deservește zona Barra do Garças. Aeroportul a fost tranzitat în 2022 de 2.281 de pasageri. A fost numit după zona deservită.
Situat la o altitudine de 350 m, aeroportul dispune de 1 pistă.

## Infrastructură

### Piste
Aeroportul dispune de o singură pistă. Pista 7/25 are suprafața de asfalt și dimensiunile 1.598 m × 30 m. 